# Максимально допустима денна доза
Максима́льно допусти́ма де́нна до́за (рос. максимально допустимая дневная доза, англ. maximum permissible daily dose) — максимальна денна доза субстанції, проникання якої в людське тіло протягом життя не викличе захворювання або загрози здоров'ю (на такому рівні, який може бути викритим сучасними методами досліджень), а також не вплине на наступні покоління.